# Dive Coaster
Dive Coaster sont des méga montagnes russes machine plongeante sans sol du parc Chimelong Paradise, situé dans le district de Panyu, à Canton, dans la province de Guangdong, en Chine.

## Le circuit
La seule inversion du circuit est un immelmann.

## Statistiques
- Trains : 3 wagons par train. Les passagers sont placés à 10 de front sur un seul rang pour un total de 30 passagers par train.